# Масачузетски технологичен институт
 Тази статия е за университета в САЩ.  За литературното понятие вижте Мит.  За турските специални служби вижте МИТ.
Масачузетският технологичен институт (на английски: Massachusetts Institute of Technology, по-известен със съкращението MIT) е американски частен университет в Кеймбридж, Масачузетс, в непосредствена близост до Бостън. Основан е през 1861 г. Университетът е едно от най-елитните висши училища в света в областта на техниката и технологиите.

## История
През 1861 г. щатът Масачузетс взема решение за създаването на „Масачузетски технологичен институт и Бостънско общество за природознание“ (Massachusetts Institute of Technology and Boston Society of Natural History) с ръководител Уилям Бартън Роджърс. 
Първите курсове започват едва през 1865 г. поради избухналата междувременно Гражданска война в САЩ. Първата постоянна сграда на института е завършена на следващата 1866 г. Тя се намира в бостънския квартал Бек Бей (Back Bay).
Към началото на 20-ия век университетът надраства сградите си и използвайки дарение от Джордж Истман, се премества в нов комплекс от другата страна на река Чарлз – в Кеймбридж, където се намира и до днес.

## Известни личности
Преподаватели
- Ванивар Буш (1890 – 1974), инженер
- Волфганг Кетерле (р. 1957), германски физик
- Майкъл Кремър (р. 1964), икономист
- Гилбърт Люис (1875 – 1946), физикохимик
- Джон Наш (1928 - 2015), математик
- Оливър Харт (р. 1948), икономист
- Бенгт Холмстрьом (р. 1949), икономист
- Джефри Хофман (р. 1944), астронавт
- Ноам Чомски (р. 1928), лингвист

Студенти и докторанти
- Джордж Акерлоф (р. 1940), икономист
- Кофи Анан (1938 - 2018), ганайски дипломат
- Ванивар Буш (1890 – 1974), инженер
- Милен Велчев (р. 1966), български политик
- Мъри Гел-Ман (1929 - 2019), физик
- Чарлс Дюк (р. 1935), астронавт
- Ерик Корнел (р. 1961), физик
- Пол Модрич (р. 1946), биохимик
- Едуин Олдрин (р. 1930), астронавт
- Адам Рийс (р. 1969), физик
- Дейвид Скот (р. 1932), астронавт
- Джоузеф Стиглиц (р. 1943), икономист
- Ричард Файнман (1918 – 1988), физик